# Євгеньєвка
Євге́ньєвка (каз. Евгеньевка) — село у складі Аксуської міської адміністрації Павлодарської області Казахстану. Адміністративний центр Євгеньєвського сільського округу.
Населення — 2085 осіб (2021; 1950 у 2009, 1838 у 1999, 2018 у 1989).
Національний склад станом на 1989 рік:
- росіяни — 42 %
- німці — 37 %